# 基宗巴
基宗巴（Kizomba）是一种起源于安哥拉的流行舞蹈类型和音乐流派，是森巴舞的一个变种。不同于森巴舞的是，基宗巴舞蹈音乐的特征包含祖克音乐快节奏的打击和一般的缓慢节奏。
“基宗巴”在金邦杜语裡的意思是聚会。
自2010年代中期，基宗巴在欧洲继续演变发展，融合了Tarraxinha、骚沙、祖克、探戈等其他舞蹈流派。這種新的舞蹈配乐由基宗巴、贫民窟祖克乐（ghetto zouk）、美国流行歌曲混合而成，并受到节奏布鲁斯、嘻哈、祖克低音、慢波特等音樂风格的影响；这种大雜燴的舞蹈流派可以被称为基宗巴法国风格、城市基宗巴、基宗巴融合、基宗巴2.0等等。

## 起源和演变

### 音乐风格
基宗巴的起源可以追溯到20世纪70年代后期的非洲，其影响因安哥拉而异。基宗巴的特点是其有比传统的安哥拉舞会跳舞更缓慢、浪漫、感性的节奏。基宗巴音乐作为一种更加现代的音乐风格而出现，与非洲节奏和Haitian compas混合在一起。大多数基宗巴歌曲是以葡萄牙语唱的。佛得角歌手和制片人包括
- Suzanna Lubrano
- Kaysha
- Atim
- Nilton Ramalho
- Johnny Ramos
- Nelson Freitas
- Mika Mendes
- Manu Lima
- Cedric Cavaco
- Elji、Looney Johnson
- Klazzik
- Mark G
- To Semedo、Beto Dias
- 重H
- 玛西亚
- Gilyto
- Kido Semedo
- Ricky Boy
- Klaudio Ramos
- M＆N Pro
- Gilson
- Gil
- G-Amado
- Philip Monteiro
- Gama
- Juceila Cardoso
- DenisGraça

佛得角最具影响力的音乐风格有funaná、morna、coladeira和batuque。由于法国安的列斯音乐和来自安哥拉的semba的强大影响力，佛得角歌手已经开发了基宗巴和zouk（与coladeira混合），称为cabo爱或可乐舞。而且，每个葡萄牙语国家都有自己的基宗巴音乐风味。

### 舞蹈类型

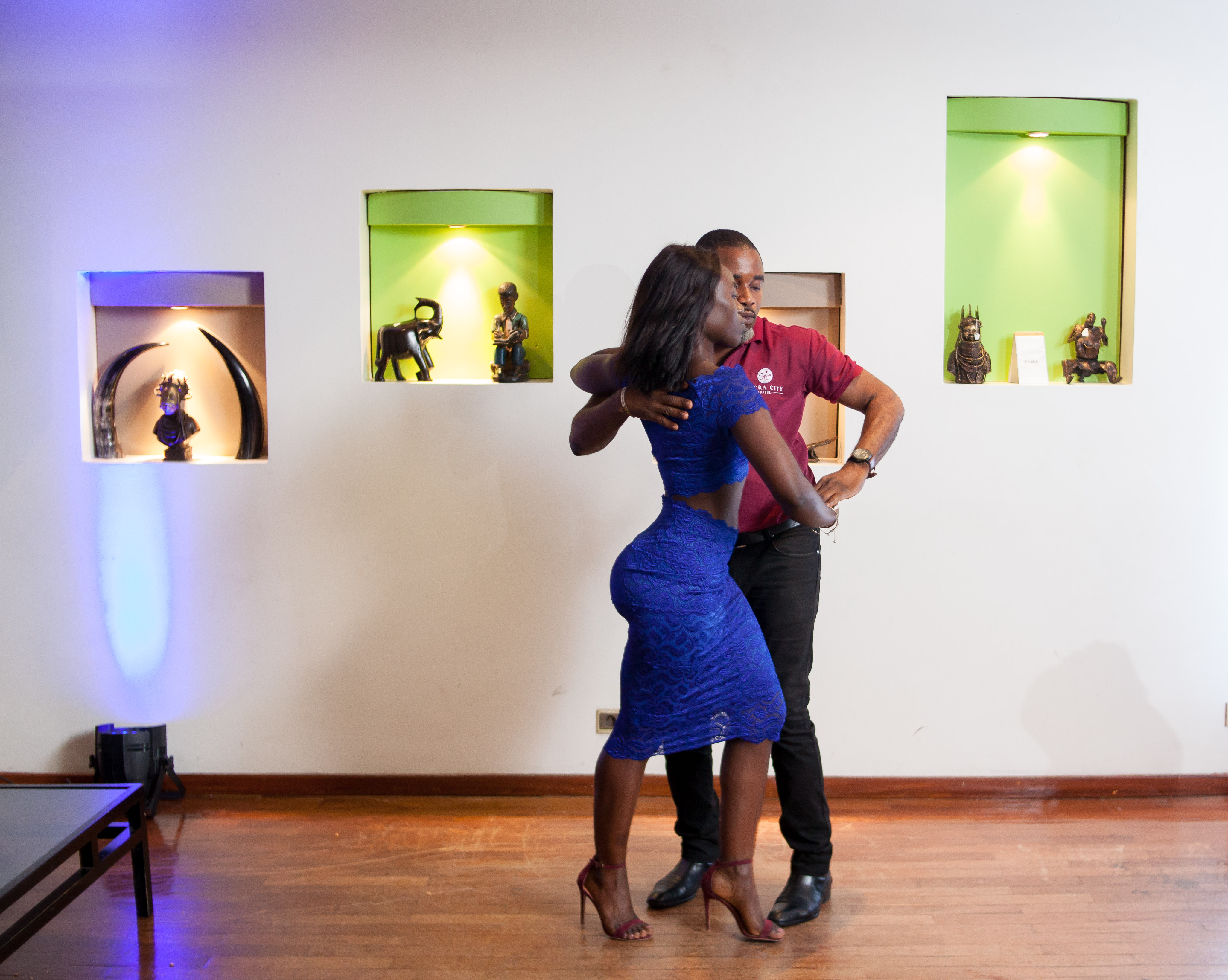
一对舞者在跳基宗巴舞

1950年代的安哥拉就已经开始跳Semba了，1990年代，当现代的基宗巴音乐越来越受欢迎时，semba舞演员开始根据基宗巴的拍子和韵律节奏去调整他们的semba舞步。

## 混淆
许多佛得角移民于上世纪80年代抵达法国后，接触到compas音乐，他们将其与佛得角的传统音乐风格coralra混合在一起，创造出与基宗巴非常相似的cola-zouk，且通常用佛得角的克里奥尔语演唱。当Eduardo Paim来到葡萄牙，发行了他的第一张基宗巴音乐唱片后，cola-zouk这个在葡萄牙已流传开的旋律和基宗巴产生了混淆。

## 文化的影响
基宗巴的影响不仅可以在大多数非洲葡萄牙语国家被感觉到，也可以在葡萄牙（特别是在里斯本和周围的郊区，如阿马多拉或阿尔马达）感觉得到，在那里移民社区已成立了以俱乐部为中心基于更新了的基宗巴风格类型。在São Tomean 基宗巴音乐非常类似于在Sãotomeans中出名的安哥拉、Juka，并且也是一个最著名的表演风格。
在安哥拉大多数俱乐部集中在罗安达。著名的安哥拉基宗巴音乐家包括屯万-杜内姆、Don Kikas、C4 Pedro、卡洛帕斯库亚尔、Irmãos Verdades、Anselmo Ralph，其中许多人，但Bonga可能是最好的已知安哥拉艺术家，在1970年代和1980年代帮助在安哥拉和葡萄牙推广这种风格。

## 普及
基宗巴闻名於利用电子打击乐器作出缓慢、持久，有些刺耳而感性的节奏。舞者隨著節奏跳舞，舞步平稳、缓慢，既不紧绷也不僵硬。舞伴之间经常同时进行髋关节旋转，特别是在较安静的音乐中。热爱基宗巴的人在許多国家推广，著名的安哥拉基宗巴歌手有：Bonga、André Mingas、Liceu Vieira Dias、Neide Van-Dúnem、Don Kikas、Calo Pascoal、Heavy C.、Puto Portugues、Maya Cool、Matias Damasio、Rei Helder、Pérola、Anselmo Ralph and Irmãos Verdades。

### 中国大陆
在中国大陆，基宗巴大概在2011年开始有人跳，在2014年迅速流行起来，特别是在大城市里，像北京、上海、广州、深圳、杭州、南京、成都等等，有很多的俱乐部都在教基宗巴，其中有国内的老师也有国外的老师。每年都有不同的拉丁舞蹈节在国内举办，比如上海Bachata/基宗巴节，成都騷沙嘉年华，騷沙美梦秀等等。在这些舞蹈节上，都有基宗巴的课程，非常受大家的欢迎。

### 巴西
在巴西，当流行艺术家Kelly Key 在2015年2月3日发行了专辑《No Controle》，基宗巴变得非常出名。Key的dance-pop/R&B的歌曲向巴西介绍了基宗巴。Key在一次采访时表示，她要求独创性和新风格，並说：「我會承擔这個可預期的责任，我想要出基宗巴唱片已有13年了。现在我感觉到時機成熟，並且有了相關行動的知識。」

### 澳大利亚
在澳大利亚，基宗巴一直在迅速发展。2012年开始在悉尼流行，而现在在墨尔本、黄金海岸、达尔文、阿德莱德、布里斯班等地均有人在跳基宗巴。